# Prébois
 Prébois  es una población y comuna francesa, en la región de Ródano-Alpes, departamento de Isère, en el distrito de Grenoble y cantón de Mens. Una característica de este pueblo es su gran número de fuentes en proporción a un pueblo de este tamaño. Esto se debe a las ferias de ganado, celebrada en el pasado.

## Demografía
| 159 | 141 | 135 | 142 | 137 | 139 |
| Para los censos de 1962 a 1999 la población legal corresponde a la población sin duplicidades (Fuente: INSEE [Consultar]) |     |     |     |     |     |